# Sankt Mikaels Kirke
Sankt Mikaels Kirke eller Sønder Nærå Kirke er en kirke i landsbyen Sønder Nærå på Midtfyn.
Kirken er nævnt, da den bidrog med 15 mark ved landehjælpen 1525. Den var ifølge en 1600-talskilde viet til Ærkeenglen Michael. Med reformationen 1536 overgik den til kronen, der 1679 tilskødede den til Erik Banner på Oregård. Herfra må ejerskabet være overgået til nevøen Christian Banner til sognets herregård, Torpegård, og kirken lå til denne frem til 1859, da den blev solgt til sognepræst Mau i Skjellerup. Siden var den i skiftende privateje til overgangen til selveje 29. maj 1913.
Kirken havde nærliggende Årslev Kirke som anneks til 1857.

## Bygning
Kernen er en tidlig romansk frådstenbygning opført først i 1100-tallet med mure, der var (og er) prydet af en lisendelt facadedekoration. Allerede o. 1200 blev der tilføjet et vestanlæg i form af et tårn muret i tegl med et muret herskabspulpitur, der åbnede sig ind til kirken. Dets åbninger er delvist bevarede og kan ses fra kirkeloftet.
I senmiddelalderen blev koret nedrevet og kirken omdannet til et hvælvet langhus. Samtidig eller kort forinden blev det romanske tårn delvis nedtaget og tårnrummet blev overhvælvet som en vestforlængelse af skibet. Dets indre er prydet af talrige, tætstillede nicher, der også genfindes i andet stokværk (over loftet). Et nyt tårn rejstes på langhusets sydside. Denne store forandring af kirken må have stået færdig o. 1485, et årstal der er malet på korets hvælv.
Et våbenhus blev tilføjet på nordsiden i det tidlige 1500-tal, og o. 1690 blev der indrettet en gravkrypt under koret.

## Kalkmalerier
Kirken rummer en vigtig, romansk kalkmalet udsmykning, der hører til en gruppe romanske kalkmalerier, der også omfatter arbejder i Sanderum og Fraugde kirker. Oprindelig har udsmykningen nok omfattet hele skibet, eftersom den er påvist i både nord og sydsiden. Nu er der kun billeder i nord.
Nordvæggen er opdelt i to figurfriser. Den øvre viser scener fra Thomas Beckets liv. Den første scene er nu kraftigt beskåret af de indsatte hvælv og lader sig ikke identificere. 2. scene synes at forestille Thomas, der forlader klostret i Pontigny (sv) eller eventuelt hans uddrivelse fra Clarendon. 3. scene viser ærkebispen stående mellem to grupper af kappeklædte mænd, formentlig Thomas Beckets forsoning med Henrik II ved Ludvig VII's mellemkomst. 4. scene er ødelagt, men viste drabet på Thomas Becket.
Den øvre frise adskilles fra den nedre af en perspektivisk mæanderbort med små figurscener, herunder af Uddrivelsen fra Edens Have samt månedsbilleder af sæsonernes skiftende landarbejde (julis høhøst, augusts kornhøst og septembers vinhøst). Den nedre figurscene er sparsomt bevaret, men kan nok bestemmes som en slagscene med hjelmklædte figurer.
I vinduernes smig er skildringer af Kain og Abels offer samt af en mand med sværd og en kvinde, der henholdsvis rækker en mønt og en lilje frem; måske sindbilleder på kønsspecifikke fromhedsidealer: manden der giver sit gods og kvinden sin kyskhed til Kristus.
I koret og det senmiddelalderlige tårnrum er en udsmykning malet af det såkaldte Træskomalerværksted. Den omfatter en svært læselig indskrift, der slutter med årstallet 1485.

## Inventar
Kirkens ældste inventarstykke er den romanske granitfont af Vindingetype. Det murede alterbord stammer fra den senmiddelalderlige ombygning, o. 1485, men er delvist rekonstrueret og moderniseret 2002. I bordet er et relikviegemme, der nu er synligt, fordi det er dækket af en glasplade.
Dåbsfadet er et typisk Nürnbergarbejde fra 1500-tallet med relief af Bebudelsen. Alterstagerne er formentlig dem, biskop Jacob Madsen 1590 omtalte som nyligt anskaffede. En stor del af inventaret er tilgået som gaver fra kirkeejerne Iver Vind og Helvig Skinkel. Det gælder den bruskbarokke prædikestol fra 1634, måske et par alterstager fra 1656 og kirkens altersølv fra 1667. Også en lysekrone og pengeblokken stammer formentlig fra 1600-tallet.
Kirkens altertavle er anskaffet 2002 og malet af Anita Houvenaeghel, der også var involveret i omdannelsen af alterbordet med hvidpudsning og en sort bordplade. Den ældre altertavle er fra 1820 og rummede et naivt maleri af Nadverens Indstiftelse, der nu er ophængt i tårnrummet, mens rammen er lagt på loftet. I tårnrummet hænger også et yngre alterbillede til denne tavle, nemlig en kopi fra 1919 efter Anton Dorphs Jesus hos Martha og Maria. En lille gipskopi af Thorvaldsens kristusstatue, der var indsat i altertavlen 1882-1919 står i den blændede norddør i skibets vestende. 

## Gravminder
Der er kun bevaret få antikvariske gravminder, herunder en romansk gravsten, der er indmuret i korets sydmur og en gravsten over Peder Lauridsen Straale til Torpegård og Anne Skinkel fra 1551. Sidstnævnte er tilskrevet det såkaldte Roskildeværksted.
- Fra nord
- Fra nordøst
- Fra nordvest
- Fra nordvest
- Fra øst
- Fra sydvest
- Fra vest
- Kapellet
- Tårnet fra syd
- Tårnet fra vest

## Eksterne kilder og henvisninger
- Sankt Michaels Kirke Arkiveret 31. januar 2011 hos  Wayback Machine hos nordenskirker.dk
- Sankt Michaels Kirke hos KortTilKirken.dk
- Nærå Kirke hos danmarkskirker.natmus.dk (Danmarks Kirker, Nationalmuseet)

- Wikimedia Commons har flere filer relateret til Sankt Mikaels Kirke